# Miki Dora
Miki „Da Cat“ Dora (* 11. August 1934 in Budapest, Ungarn als Miklós Sándor Dóra; † 3. Januar 2002 in Montecito, Kalifornien) war ein ungarischer Surfer, Stuntman und Schauspieler. Er war stilbildender Surfer an den Stränden Malibus in den 1950er- und 1960er-Jahren.
Dora wirkte sowohl als Stuntdouble als auch als Darsteller an mehreren Spielfilmen mit und spielte sich selbst in den Surffilmen The Endless Summer und Surfers: The Movie. Dora gilt als einer der bedeutendsten Surfer des 20. Jahrhunderts.

## Leben
Doras Eltern Miklós und Ramóna Dóra ließen sich scheiden, als er sechs Jahre alt war. In den 1950er-Jahren kaufte Doras Stiefvater, der damals bekannte Surfer Gard Chapin, dem Jungen ein neuartiges Longboard des Konstrukteurs Joe Quigg, das erstmals über spezielle Finnen verfügte, und brachte ihm an den Stränden Kaliforniens das Wellenreiten bei. In den folgenden Jahren wurden Strand und Surfen zunehmend zum Lebensinhalt Doras. Aufgrund seines außerordentlichen technischen Könnens, seines entspannten Stiles und seines Sozialverhaltens erwarb er sich im Laufe der Zeit in der damals noch kleinen lokalen Surfergemeinde den Spitznamen „Da Cat“.
Der große kommerzielle Erfolg von Frederick Kohners Roman Gidget (1957) und des auf diesem basierenden Films April entdeckt die Männer (Gidget, 1959) zog im folgenden Jahrzehnt eine Welle sogenannter Surferfilme nach sich, die in der Regel in der Region Malibu spielten und die Popularität des Sports und des Strandgebietes enorm steigerten. Dora übernahm in zahlreichen dieser Produktionen die Stunts und spielte sich aufgrund seines Bekanntheitsgrades 1966 in The Endless Summer schließlich selbst.
Im gleichen Zeitraum nahm Dora wiederholt an verschiedenen Surfwettbewerben teil und gewann z. B. 1967 eine Trophäe bei den Duke Kahanamoku Invitational Surfing Championships am Oʻahu North Shore.
Die zunehmende Anzahl technisch unbefangener Surfeinsteiger an seinen Lieblingsstränden sowie die damit einhergehende Überfüllung der Wellen selbst stießen bei Dora im Laufe der 1960er-Jahre immer stärker auf großen Unmut. Das Gleiche galt für die sich immer stärker kommerzialisierende Wettkampfszene. Da er dies durch sein Verhalten gegenüber Anfängern und Funktionären immer wieder auf dem Wasser und an Land demonstrierte, erhielt er bald einen zweiten Spitznamen: „The Black Knight“. Doras verzierte damals sein Board mit einem Hakenkreuz und war dafür bekannt, regelmäßig Anfänger, die seine Wellen kreuzten, mit Tricks vom Board ins Wasser zu befördern.
Während sich Dora von den Auswirkungen des Surfbooms zunehmend abgestoßen fühlte, ging er zeitgleich in den 1960er-Jahren eine geschäftliche Partnerschaft mit der Surferlegende Greg Noll ein, der in Folge wöchentlich bis zu 175 Da Cat-Surfboards herstellte und verkaufte. Seinen letzten Wettkampf 1967 bei den Malibu Invitational Surf Classics beendete Dora vor Tausenden von Zuschauern, indem er sich, während er im Halbfinale eine Welle entlang glitt, auf seinem Board mit dem Rücken zu Publikum und Organisatoren wandte, sich dabei überbeugte und sein nacktes Hinterteil präsentierte.
Doras öffentliches Image in diesen Jahren wurde durch diese und viele vergleichbare unkonventionelle Verhaltensweisen immer wieder nachhaltig geprägt.
Dora verließ in den frühen 1970er-Jahren die USA und surfte und lebte in den nächsten drei Jahrzehnten unter anderem in Südafrika, Australien, im südpazifischen Raum und am Indischen Ozean. Seinen Lebensmittelpunkt hatte er überwiegend in Frankreich. Er finanzierte sein Leben in diesen Jahren wiederholt mit gefälschten Kreditkarten und ungedeckten Schecks, nach seiner Rückkehr in die USA Anfang der 1980er-Jahre musste er zunächst in Haft.
Nach seiner Entlassung lebte Dora immer wieder in Guéthary im französischen Département Pyrénées-Atlantiques und wurde als eine der „Legenden“ des Surfsports regelmäßig zu internationalen Treffen der Surferszene eingeladen.
Nachdem Dora ein halbes Jahr lang gegen einen Pankreastumor gekämpft hatte, starb er am 3. Januar 2002 im Haus seines Vaters Miklós Dóra in Montecito.
Die Zeitschrift LA Weekly fasste Doras Lebensweg im Jahr 2006 wie folgt zusammen:
„[…] If you took James Dean’s cool, Muhammad Ali’s poetics, Harry Houdini’s slipperiness, James Bond’s jet-setting, George Carlin’s irony and Kwai Chang Caine’s Zen, and rolled them into one man with a longboard under his arm, you’d come up with something like Miki Dora, surfing’s mythical antihero, otherwise known as the Black Knight of Malibu. […] His surfboard was his magic carpet and his wits were his wings, and from the late ’60s up until his death in 2002, excepting a couple brief prison stints, Dora lived the Endless Summer lifestyle, defining what it means to be a surfer […].“
„[…] Nähme man James Deans Coolness, Muhammad Alis Poesie, Harry Houdinis Geschmeidigkeit, James Bonds Jetsetleben, George Carlins Ironie und Kwai Chang Caines Zen und steckten man alles in einen [einzigen] Mann mit einem Longboard unter dem Arm, so käme jemand wie Miki Dora heraus, der mythische Antiheld des Surfens, auch bekannt als der Schwarze Ritter von Malibu. […] Sein Surfboard war sein fliegender Teppich und sein Verstand war sein Flügel. Von den späten 1960er Jahren bis zu seinem Tod im Jahr 2002 lebte Dora, bis auf wenige kurze Gefängnisaufenthalte, den Lebensstil des „Endless Summer“ und definierte so, was es bedeutet, ein Surfer zu sein. […].“
Steve Pezman, Herausgeber der Fachpublikation Surfer's Journal beschrieb das Leben Doras wie folgt:
„[…] He's probably the most notable California surfer in the history of the sport […] If you had to pick one surfer that epitomized California surfing in the 20th century, it would be Miki Dora--everything that's wrong with it and everything that's right with it.“
„[…] Er ist wahrscheinlich der angesehenste kalifornische Surfer in der Geschichte des Sports […] Wenn man einen Surfer auswählen müsste, der den Inbegriff des Surfens im Kalifornien des 20. Jahrhunderts darstellt, wäre es Miki Dora – mit allem was in diesem [Sport] falsch und richtig läuft.“

## Filmrechte
Leonardo DiCaprios Produktionsfirma Appian Way Productions erwarb 2004 die Rechte an David Rensins Biographie All for a Few Perfect Waves: The Audacious Life and Legend of Rebel Surfer Miki Dora. Verschiedene Gespräche mit Dora selbst waren in den Jahren vor seinem Tod immer wieder gescheitert. Unter anderem hatten sich sowohl Art Linson als auch John Milius um entsprechende Projekte bemüht.

## Double in Surfszenen (Auszug)
- Beach Party (1963)
- Surf Party (1964)
- Muscle Beach Party (1964)
- Bikini Beach (1964)
- Beach Blanket Bingo (1965)
- Ski Party (1965)
- How to Stuff a Wild Bikini (1965)

## Veröffentlichungen
- Miklos S. Dora: The Aquatic Ape, The Surfer's Journal, 2003, Volume 12 NO. 1 (Online unter surfersjournal.com (.jpg))

## Dokumentationen
- Surfers: The Movie (1990)
- Strände der Sixties ... Surf forever (Samuel Lajus, ARTE, Frankreich 2010, 43mn)
- In Search of da Cat (1996)